# تهرون (فیلم)
تهرون فیلم در سبک پلیسی-مافیایی تولید مشترک ایران و فرانسه محصول سال ۲۰۰۹ (۱۳۸۸) به کارگردانی نادر تکمیل همایون می‌باشد.
این اثر اولین فیلم سینمایی کارگردان است که در ماه آوریل ۲۰۰۹ در اروپا اکران شد.
داستان این فیلم، به قاچاق کودکانی که برای گدایی مورد استفاده قرار می‌گیرند می‌پردازد. تهرون یک درام اجتماعی کامل و تصویری واقع‌بینانه از تهران و زندگی حاشیه‌نشین‌های شهرستانی در این کلان‌شهر است. فیلم «تهرون»، جایزهٔ جشنوارهٔ منتقدان ونیز در سال ۲۰۰۹ و جایزهٔ هیئت داوران در جشنوارهٔ آنژه در سال ۲۰۱۰ را از آن خود کرد.

## خلاصهٔ داستان
ابراهیم به قصد کار، همسرش را تنها گذاشته و به تهران آمده‌است؛ اما در نبود کار، با کرایهٔ یک بچه از یک دلال و قاچاقچی، به گدایی مشغول است. یک فاحشه بچه را از دوست و هم‌خانهٔ او می‌دزدد؛ در حالی که همسر ابراهیم بی‌خبر از همه‌جا، برای دیدار با او به تهران می‌آید ….

## بازیگران
- آتیلا پسیانی
- احمد علی عباسیان
- علیرضا باقری
- سارا بهرامی[۴]
- پژمان بازغی
- پروین دهقان
- نگین اقتداری
- علی ابدالی
- فرزین محدث
- میثاق زارع
- شهرزاد کمال‌زاده